# Zegerscappel
Zegerscappel, westflämisch Zegerskapelle, ist eine französische Gemeinde mit 1549 Einwohnern (Stand 1. Januar 2022) im Département Nord in der Region Hauts-de-France. Sie gehört zum Arrondissement Dunkerque und zum Gemeindeverband Hauts de Flandre. In Zegerscappel wird auch Westflämisch gesprochen.

## Geografie
Die Gemeinde Zegerscappel liegt in Französisch-Flandern im äußersten Norden Frankreichs, etwa 20 Kilometer südöstlich von Dünkirchen und damit im unmittelbaren Hinterland der Kanalküste. Das flache Gebiet der Gemeinde wird von der Yser in West-Ost-Richtung durchflossen. Die waldlose Landschaft wird von Äckern und Wiesen geprägt.
Neben dem geschlossenen Siedlungsbild des Kernortes liegen im Gemeindegebiet von Zegerscappel die Weiler La Cloche und La Tranquilité.
Nachbargemeinden von Zegerscappel sind Crochte im Norden, Esquelbecq im Osten, Ledringhem im Südosten, Arnèke im Süden, Bollezeele im Südwesten sowie Eringhem im Westen.

## Geschichte
In einer Urkunde der Abtei von Loppem (Gemeinde Zedelgem in Belgien) wurde der Ort 1119 erstmals als Siegri Capella genannt. Der flämische Name lässt sich mit Sieger-Kapelle oder siegreiche Kapelle frei übersetzen.
Der Ortsname änderte sich von Sygeri Capelle im Jahr 1199 über Zeghers Capelle (1245), Sigicapella (1251), Sohiercappel (1298), Soyerecapple (1302), Zoiiercapele (1327), Zeghers Capple (1552) und Segherscappele (1628) zu Zeggers Cappel im Jahr 1861. Seit 1971 ist die Form Zegerscappel amtlich.
Die Templer gründeten in der Ebene an der alten Römerstraße zwischen Mardyck, Steene und Cassel Beobachtungsposten – so auch am Yser-Übergang nahe dem heutigen Zegerscappel. Die befestigten Posten dienten der Abwehr der Normannen, die seit dem 9. Jahrhundert den Küstenflüssen folgend plündernd in das Binnenland eindrangen. Aus den befestigten Posten entstanden allmählich Wehrtürme, Wehrkirchen und Abteien. Reste von derartigen Befestigungen sind auch in Zegerscappel noch zu finden.
An der Stelle eines Sieges über die Normannen entstand eine Kapelle – Namensgeber und Keimzelle der Gemeinde. Aus der Kapelle wurde im 12. Jahrhundert eine Kirche, die 1585 von den Geusen zerstört und von 1614 bis 1633 wieder restauriert wurde. Zwischen der Kirche und einem alten Herrenhaus, das noch heute Tempel-Hof heißt, wurde ein unterirdischer Verbindungsgang entdeckt, der aus der Zeit der Templer stammt.
Mit der Fertigstellung des Bahnhofsgebäudes von Esquelbecq bekam Zegerscappel im Jahr 1864 einen Bahnanschluss an der Bahnlinie Arras–Dünkirchen.

### Bevölkerungsentwicklung
| Jahr      | 1962 | 1968 | 1975 | 1982 | 1990 | 1999 | 2010 | 2022 |
| Einwohner | 1193 | 1202 | 1208 | 1179 | 1252 | 1200 | 1464 | 1549 |

Im Jahr 1841 wurde mit 1875 Bewohnern die bisher höchste Einwohnerzahl ermittelt. Die Zahlen basieren auf den Daten von cassini.ehess und INSEE.

## Kultur und Sehenswürdigkeiten

### Bauwerke
- Kirche St. Audomar (Église Saint-Omer), ursprünglich eine Kapelle aus dem 12. Jahrhundert, 1585 von den Geusen zerstört und von 1614 bis 1633 restauriert, Monument historique[4]
- Kapelle St. Bonaventura (Chapelle Saint-Bonaventure)
- Herz-Jesu-Kapelle (Chapelle du Sacré-Cœur)
- Grabkapelle Unserer Lieben Frau von Lourdes (Chapelle mortuaire Notre-Dame-de-Lourdes)
- ehemaliges Haus des Friedensrichters (Maison dite Ancienne justice de paix), Monument historique[5]
- Gefallenendenkmal

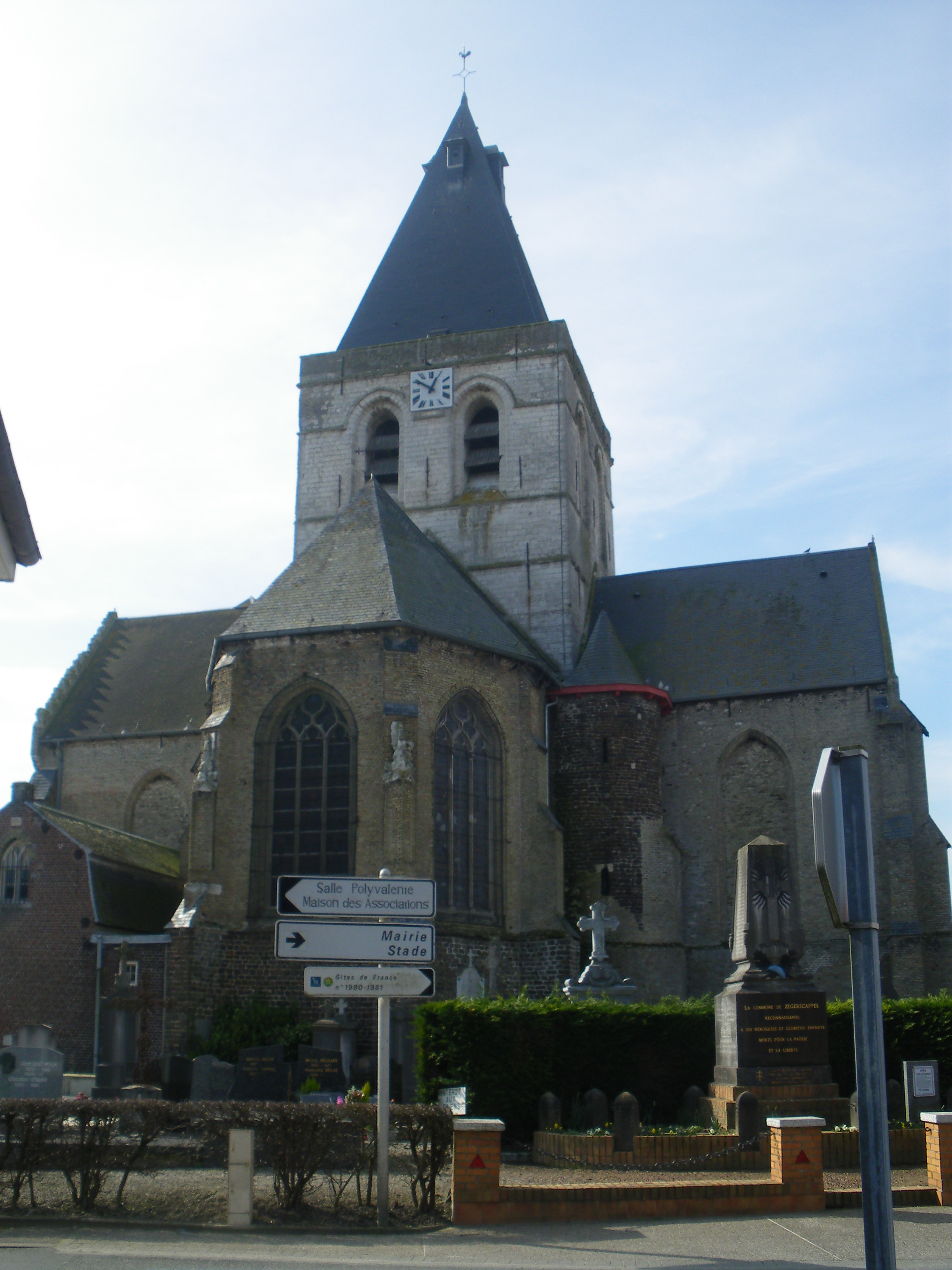
Kirche Saint-Omer
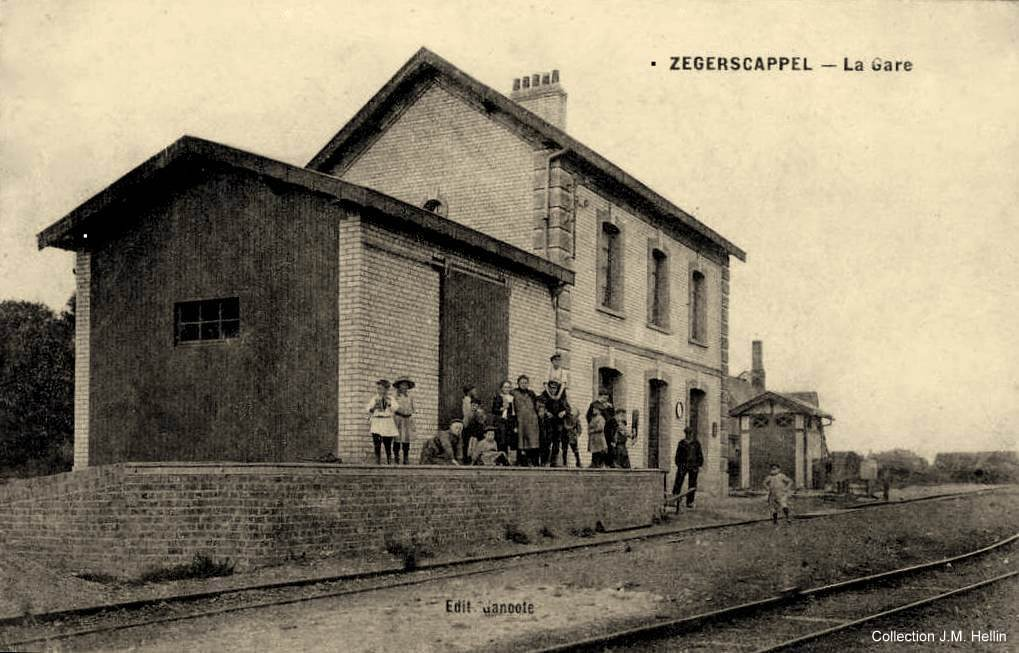
Ehemaliger Bahnhof Zegerscappel
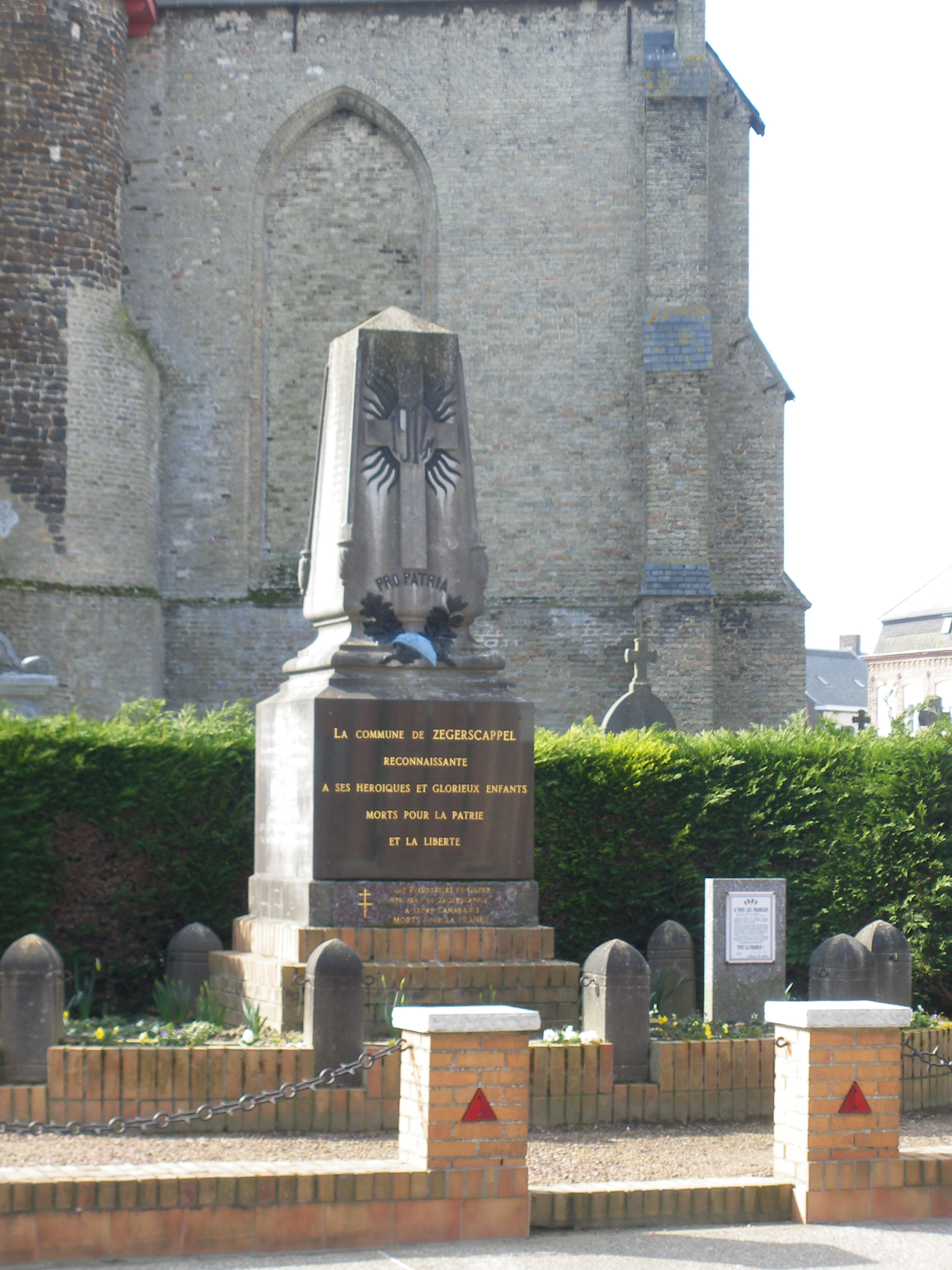
Gefallenendenkmal vor der Kirche

### Folklore
In Zegerscappel gibt es wie in anderen Orten Nordfrankreichs und Belgiens die Tradition der Riesen-Prozessionen (Géants). Die Riesen sieht man zur Karnevalszeit, am letzten Wochenende im April und bei vielen anderen regionalen Festen. 2006 fand in Steenvoorde das Europäische Festival der Riesen statt. Seit 2005 werden die Aufführungen von der UNESCO unter dem Titel Prozessionen der Riesen und Drachen aus Belgien und Frankreich als Meisterwerke des mündlichen und immateriellen Erbes der Menschheit geführt. Die Géant-Figur von Zegerscappel ist „Klakke van zes Kappel“, eine 4,20 m hohe und 38 kg schwere Riesenpuppe, die von einer Person getragen wird.

## Wirtschaft und Infrastruktur
Die Landwirtschaft spielt nach wie vor eine wichtige Rolle in Zegerscappel. In der Gemeinde sind 44 Landwirtschaftsbetriebe ansässig (Anbau von Getreide, Gemüse und Hülsenfrüchte, Rinder- und Geflügelzucht). Überregional bekannt sind die hier angebauten Bohnen.
Fünf Kilometer östlich von Zegerskappel besteht ein Anschluss an die Autoroute A25 (Dunkerque–Lille) (Anschlussstelle Wormhout). Von Zegerscappel führen Straßenverbindungen nach Saint-Omer, Socx, Eringhem und Wormhout. Auf halbem Weg zwischen Zegerscappel und Esquelbecq liegt der Bahnhof Esquelbecq an der Bahnlinie von Arras nach Dünkirchen.

## Belege
1. ↑  Geschichte auf www.zegerscappel.fr. Archiviert vom Original (nicht mehr online verfügbar) am 12. Juli 2013; abgerufen am 24. Februar 2013 (französisch).
2. ↑  Zegerscappel auf cassini.ehess
3. ↑  Zegerscappel auf INSEE
4. ↑  Eintrag in der Base Mérimée des Kulturministeriums. Abgerufen am 23. Februar 2013 (französisch).
5. ↑  Eintrag in der Base Mérimée des Kulturministeriums. Abgerufen am 23. Februar 2013 (französisch).
6. ↑  Klakke van zes Kappel auf lesgeants.skyrock.com
7. ↑  Landwirtschaftsbetriebe auf annuaire-mairie.fr (französisch)